# しあわせですか
『しあわせですか』は1997年12月10日に発売されたウルフルズ16枚目のシングル。発売元は東芝EMI。

## 解説
アルバム『サンキュー・フォー・ザ・ミュージック』の先行シングルカット。ミュージック・ビデオにユースケ・サンタマリア、山崎まさよし、山本竜二がゲスト出演。パパイヤ鈴木はエキストラとして出演。内容は「マース・アタック！」のパロディになっている。

## 収録曲
全曲　作詞・作曲：トータス松本　編曲：ウルフルズ、吉田建
1. しあわせですか
2. ナニナニクリスマス
3. しあわせですか（オリジナル・カラオケ）
4. ナニナニクリスマス（オリジナル・カラオケ）